# Condado de Arthur
O Condado de Arthur é um dos 93 condados do estado norte-americano de Nebraska. A sede do condado é Arthur, que é também a sua maior cidade. O condado tem uma área de 1860 km² (dos quais 8 km² estão cobertos por água), uma população de 444 habitantes, e uma densidade populacional de 0,2 hab/km² (segundo o censo nacional de 2000). O condado foi fundado em 1854 e recebeu o seu nome em homenagem a Chester A. Arthur, que foi presidente dos Estados Unidos.